# Grove Township (Pennsylvanie)
Pour les articles homonymes, voir Grove Township.
 Township est un township, situé à l'ouest du comté de Cameron, aux États-Unis,. En 2010, il comptait une population de 183 habitants.

## Démographie
Lors du recensement de 2020, le township comptait une population de 113 habitants.